# Сватбата на Фигаро (опера)
Сватбата на Фигаро (на италиански: Le nozze di Figaro) е опера в 4 действия от Волфганг Амадеус Моцарт.
Композиторът успява да напише тази опера за по-малко от 6 месеца – от декември 1785 г. до април следващата година.
Премиерата се състои на 1 май 1786 г. във Виена, но публиката я приема хладно. За разлика от Виена операта е представена в Прага няколко месеца по-късно и печели голям успех. В България операта е изпълнена за първи път през 1911 г.